# Le Diable dans la tête
Pour plus de détails, voir Fiche technique et Distribution.
Le Diable dans la tête (Il diavolo nel cervello) est un giallo italien coécrit et réalisé par Sergio Sollima, sorti en 1972.

## Synopsis
Gendre d'une riche comtesse, Fabrizio est retrouvé mort dans son bureau. Près du cadavre se tient son fils Ricky, un revolver à la main. Cet assassinat provoque un choc émotionnel intense chez sa mère Sandra qui en perd la mémoire. Pour éviter un scandale, la comtesse De Blanc, qui n'est d'autre que la mère de Sandra, fait hospitaliser Ricky dans un institut pour mineurs mentalement instables, et contraint sa fille à vivre enfermée dans l'une des villas familiales. 
L'ancien prétendant de Sandra, Oscar, veille sur elle et tente de démontrer l'innocence de son fils. Toujours amoureux de sa mère, il demande l'aide du docteur Bontempi pour vérifier la bonne santé mentale du petit garçon. Les deux hommes commencent fortement à douter de l'identité de l'assassin. Ils n'ont pas d'autre choix que de faire revivre à Sandra le moment où elle a accouru de suite dans le bureau de son mari après avoir entendu le coup de feu qui l'a abattu. Si elle recouvre la mémoire, ils pourront découvrir des indices les menant vers le vrai meurtrier...

## Fiche technique
- Titre original : Il diavolo nel cervello
- Titre français : Le Diable dans la tête
- Réalisation : Sergio Sollima
- Scénario : Suso Cecchi D'Amico et Sergio Sollima
- Montage : Sergio Montanari
- Musique : Ennio Morricone
- Photographie : Aldo Scavarda
- Production : Maurizio Lodi-Fè
- Société de production : Marianne Productions et Verona Produzione
- Pays de production :  Italie,  France
- Langue originale : italien
- Format : couleur
- Genre : giallo
- Durée : 106 minutes
- Date de sortie : 
  - Italie : 13 avril 1972

## Distribution
- Stefania Sandrelli : Sandra Garces
- Keir Dullea : Oscar Minno
- Micheline Presle : comtesse Claudia Osio De Blanc
- Tino Buazzelli : docteur Emilio Bontempi
- Renato Cestiè : Riccardo 'Ricky' Garces
- Maurice Ronet : Fabrizio Garces
- Orchidea De Santis : Caterina
- Gaia Germani : Bianca Molteni
- Gabriella Lepori : la femme qui bronze
- Elsa Boni : l'infirmière
- Giorgio Basso
- Bruno Boschetti
- Alberto Carrera
- Giorgio Dolfin
- Tina Maver
- Naiba Pedersoli
- Renzo Scali